# 1997年威爾斯憲政公投
1997年威爾斯權力下放公投是英國政府於1997年9月18日在威爾斯全境舉行的一場立法前公民投票，目的是確認威爾斯選民是否支持成立一威爾斯議會，而給與當地某程度的自治。此公投源於工黨於1997年大選時的競選承諾，並在工黨政府第一届任期期間依據《1997年公投（蘇格蘭與威爾斯）法令》舉行。這是當地繼1979年後就權力下放議題所作的第二次公投——選民於第一次公投以絕大比數否決設立地方議會。
公投結果為支持一方以些微票數險勝。英國政府亦因公投通過而通過《1998年威爾斯政府法令》，並於1999年正式成立威爾斯國民議會。

## 背景
早於1979年，當時詹姆斯·卡拉漢的工黨政府便就威爾斯權力下放，應否成立威爾斯議會一事進行公投（蘇格蘭亦同時舉行類似公投）。公投細則規定同意票需過半且達全體選民四成，才算通過。蘇格蘭公投中同意票縱使過半，但未達全體選民四成支持的門檻，故不獲通過；威爾斯公投則被選民在近八成反對下大比數否決。事實上，部分威爾斯工黨議員（如尼爾·金諾克等）一直反對威爾斯權力下放一事，儘管工黨早於1974年大選時已就皇家憲法委員會之建議，承諾會將下放權力給予威爾斯。
1979年公投的大比數否決扼殺了權力下放一事在及後20年内的任何前景——反對權力下放的保守黨在1979年大選中勝出（工黨成功保持在威爾斯内第一大黨的地位，在威爾斯36席當中取得22席），並一直執政至1997年。在此期间，保守黨在威爾斯不斷流失議席，保守黨政府亦被迫委任如夏偉林及韋桓德等選區於英格蘭境内之議員出任威爾斯事務大臣一職（韋桓德曾在1993年的威爾斯保守黨大會中因不會威爾斯國歌歌詞而鬧出笑話）。
1992年大選時工黨再次於競選宣言中承諾設立擁有行政權的威爾斯議會，影子蘇格蘭事務大臣及威爾斯事務辦公室發言人温·格里菲斯及洛蒂·摩根亦影響了工黨有關威爾斯議會之政策。戴華士在1996年3月與威爾斯自由民主黨領袖亞歷克斯·卡萊爾簽訂協議，承诺若工黨在1997年大选中獲勝，雙方均會支持新的威爾斯權力下放公投。
工黨起初提議採用傳統的簡單多數制以選出威爾斯議會，但最後改爲採用附帶席位制以確保公投能得到威爾斯黨及威爾斯自由民主黨的支持。

## 公投問題
一如同年的蘇格蘭權力下放公投，選民需在兩項聲明當中做出選擇，而非就聲明相對應的問題進行投票。兩項聲明均以英語及威爾斯語發表。
國會已決定就政府有關設立一威爾斯議會之建議諮詢威爾斯民衆意見：
英語原文：
威爾斯語原文：
選民可選擇：
我同意應設立威爾斯議會
英語原文：
威爾斯語原文：
或
我不同意應設立威爾斯議會
英語原文：
威爾斯語原文：

## 公投運動
支持公投的工黨、自由民主黨和威爾斯黨共同推出“Yes for Wales”運動以加強當地民眾對公投的輿論支持，各黨亦有各自發起運動以加強宣傳。工黨内部反對權力下放的議員（如里爾·史密斯）則受到黨鞭嚴密監察以確保議員在公衆場合與政黨立場一致。
反對公投的保守黨則推出“Just Say NO”運動，但其運動缺乏組織及資金，加上同年保守黨在大選中大敗，未能於威爾斯奪取任何議席，導致威爾斯境内並無任何議員公開反對公投。

## 公投結果
| 選項                     | 票數      | %      |
| ------------------------ | --------- | ------ |
| 我同意應設立威爾斯議會   | 559,419   | 50.30  |
| 我不同意應設立威爾斯議會 | 552,698   | 49.70  |
| 有效票                   | 1,112,117 | 99.64  |
| 無效或空白票             | 3,999     | 0.36   |
| 總票數                   | 1,116,116 | 100.00 |
| 已登記選民及投票率       | 2,222,533 | 50.22  |

備注：《1993年威爾斯語文法令》賦予威爾斯語在威爾斯擁有與英語平等的地位。
公投的最終結果在卡迪夫的皇家威爾斯音樂和戲劇學院公佈。正反雙方票數極爲接近，票差僅為6,721票。

### 各主要地區統計
| 主要地區 | 主要地區       | 投票率 | 票數   | 票數   | 得票率 | 得票率 |
| 主要地區 | 主要地區       | 投票率 | 同意   | 反對   | 同意   | 反對   |
| -------- | -------------- | ------ | ------ | ------ | ------ | ------ |
|          | 安格爾西       | 56.9%  | 15,649 | 15,095 | 50.9%  | 49.1%  |
|          | 布萊耐格溫特   | 49.3%  | 15,237 | 11,928 | 56.1%  | 43.9%  |
|          | 布里真德       | 50.6%  | 27,632 | 23,172 | 54.4%  | 45.6%  |
|          | 卡菲利         | 49.3%  | 34,830 | 28,841 | 55.7%  | 44.3%  |
|          | 卡迪夫         | 46.9%  | 47,527 | 59,589 | 44.4%  | 55.6%  |
|          | 卡馬森郡       | 56.4%  | 49,115 | 26,119 | 65.5%  | 34.5%  |
|          | 錫爾迪金       | 56.8%  | 18,304 | 12,614 | 59.2%  | 40.8%  |
|          | 康威           | 51.5%  | 18,369 | 26,521 | 40.9%  | 59.1%  |
|          | 登比郡         | 49.7%  | 14,271 | 20,732 | 40.5%  | 59.5%  |
|          | 扶蓮郡         | 41.0%  | 17,746 | 28,707 | 38.2%  | 61.8%  |
|          | 圭內斯         | 59.8%  | 35,425 | 19,859 | 64.1%  | 35.9%  |
|          | 梅瑟蒂德菲爾   | 49.5%  | 12,707 | 9,121  | 58.2%  | 41.8%  |
|          | 萬茂郡         | 50.5%  | 10,592 | 22,403 | 32.1%  | 67.9%  |
|          | 尼思塔尔伯特港 | 51.9%  | 36,730 | 18,463 | 66.5%  | 33.5%  |
|          | 新港           | 45.9%  | 16,172 | 27,017 | 37.5%  | 62.5%  |
|          | 彭布羅克郡     | 52.6%  | 19,979 | 26,712 | 42.8%  | 57.2%  |
|          | 波伊斯         | 56.2%  | 23,038 | 30,966 | 42.7%  | 57.3%  |
|          | 朗达卡嫩塔夫   | 49.9%  | 51,201 | 36,362 | 58.5%  | 41.5%  |
|          | 史雲斯         | 47.1%  | 42,789 | 39,561 | 53.0%  | 47.0%  |
|          | 托法恩         | 45.5%  | 15,756 | 15,854 | 49.8%  | 50.2%  |
|          | 格拉摩根谷     | 54.3%  | 17,776 | 30,613 | 35.5%  | 64.5%  |
|          | 域斯咸         | 42.4%  | 18,574 | 22,449 | 44.3%  | 55.7%  |

## 外部連結
- BBC有關公投結果之文字報道 （页面存档备份，存于）
- BBC有關公投結果之電視報道 （页面存档备份，存于）